# Fouquescourt
Fouquescourt est une commune française située dans le département de la Somme, en région Hauts-de-France.

## Géographie
Située sur la RD 161, la commune se trouve, par la route, à 8 km de Rosières, 22 km de Montdidier et 41 km d'Amiens.

### Hydrographie
La commune est située dans le bassin Artois-Picardie. Elle n'est drainée par aucun cours d'eau.

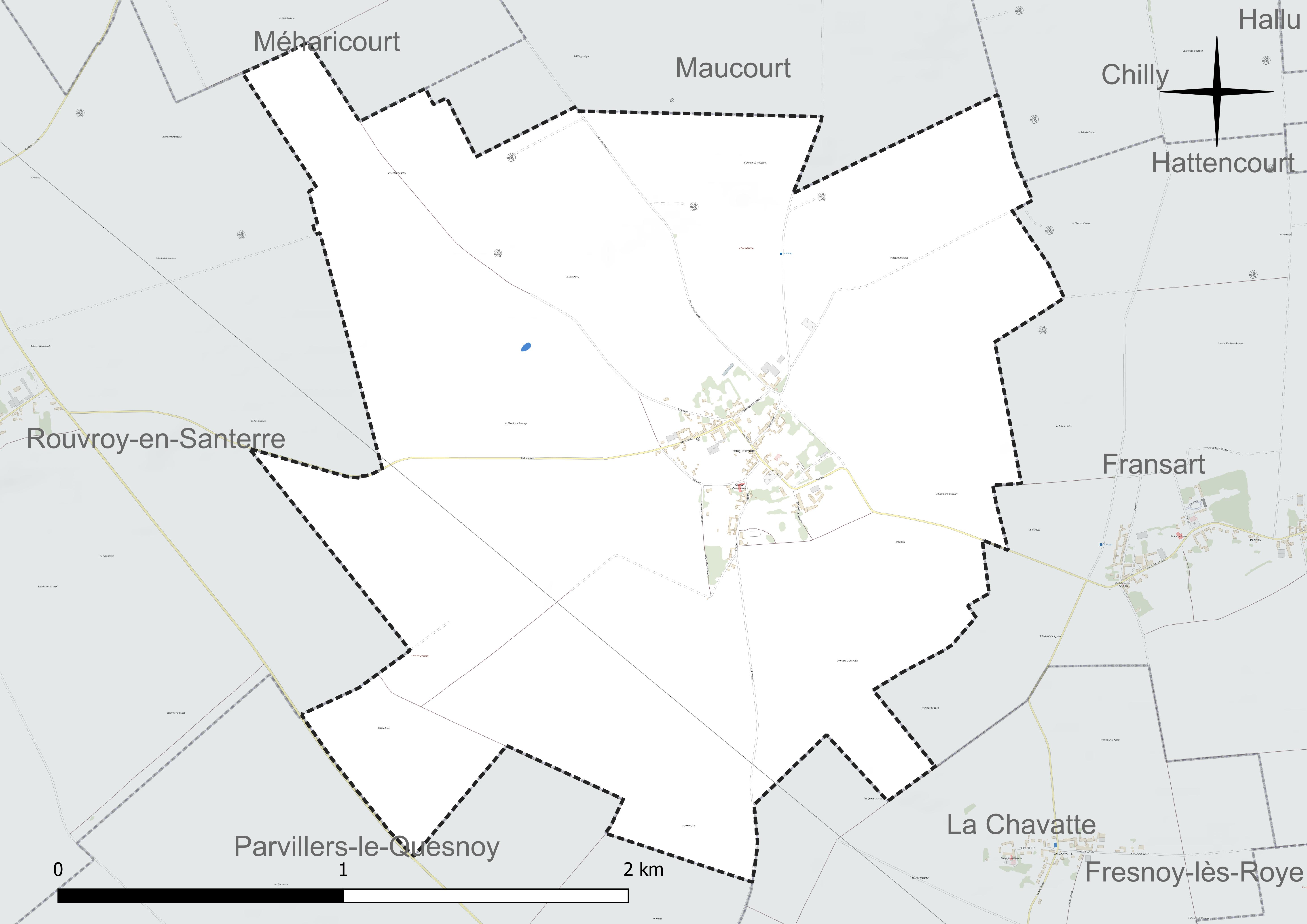
Réseau hydrographique de Fouquescourt.

### Climat
Pour des articles plus généraux, voir Climat des Hauts-de-France et Climat de la Somme.
En 2010, le climat de la commune est de type climat océanique dégradé des plaines du Centre et du Nord, selon une étude du CNRS s'appuyant sur une série de données couvrant la période 1971-2000. En 2020, Météo-France publie une typologie des climats de la France métropolitaine dans laquelle la commune est exposée à un climat océanique et est dans la région climatique Nord-est du bassin Parisien, caractérisée par un ensoleillement médiocre, une pluviométrie moyenne régulièrement répartie au cours de l'année et un hiver froid (3 °C).
Pour la période 1971-2000, la température annuelle moyenne est de 10,4 °C, avec une amplitude thermique annuelle de 14,3 °C. Le cumul annuel moyen de précipitations est de 705 mm, avec 11,7 jours de précipitations en janvier et 8,7 jours en juillet. Pour la période 1991-2020, la température moyenne annuelle observée sur la station météorologique la plus proche, située sur la commune de Rouvroy-en-Santerre à 3 km à vol d'oiseau, est de 10,8 °C et le cumul annuel moyen de précipitations est de 635,8 mm,. Pour l'avenir, les paramètres climatiques de la commune estimés pour 2050 selon différents scénarios d'émission de gaz à effet de serre sont consultables sur un site dédié publié par Météo-France en novembre 2022.
| Mois                                  | jan.           | fév.           | mars           | avril         | mai             | juin          | jui.          | août          | sep.          | oct.          | nov.            | déc.           | année      |
| ------------------------------------- | -------------- | -------------- | -------------- | ------------- | --------------- | ------------- | ------------- | ------------- | ------------- | ------------- | --------------- | -------------- | ---------- |
| Température minimale moyenne (°C)     | 1,4            | 1,7            | 3,1            | 4,4           | 8               | 10,6          | 12,3          | 12,3          | 9,8           | 7,5           | 4,1             | 2              | 6,4        |
| Température moyenne (°C)              | 3,8            | 4,6            | 7,2            | 9,8           | 13,3            | 16,2          | 18,3          | 18,4          | 15,1          | 11,5          | 7,1             | 4,4            | 10,8       |
| Température maximale moyenne (°C)     | 6,2            | 7,5            | 11,2           | 15,2          | 18,5            | 21,8          | 24,3          | 24,4          | 20,5          | 15,6          | 10,1            | 6,7            | 15,2       |
| Record de froid (°C) date du record   | −17,5 07.01.09 | −11,6 12.02.12 | −12,5 13.03.13 | −4,8 08.04.03 | −2,3 05.05.1996 | 2,2 05.06.12  | 2,8 03.07.11  | 3,7 02.08.15  | −0,9 25.09.03 | −6,1 24.10.03 | −9,2 24.11.1998 | −14,4 18.12.10 | −17,5 2009 |
| Record de chaleur (°C) date du record | 14,9 09.01.15  | 18 24.02.21    | 24,4 31.03.21  | 27,2 15.04.07 | 30,2 27.05.05   | 35,3 18.06.22 | 41,6 25.07.19 | 39,1 12.08.03 | 34,2 09.09.23 | 28,1 01.10.11 | 19,9 06.11.18   | 16,2 07.12.00  | 41,6 2019  |
| Précipitations (mm)                   | 45,6           | 43             | 44,1           | 39,4          | 61,3            | 55,3          | 63,8          | 62,4          | 45,1          | 58,1          | 52,4            | 65,3           | 635,8      |

## Urbanisme

### Typologie
Au 1er janvier 2024, Fouquescourt est catégorisée commune rurale à habitat dispersé, selon la nouvelle grille communale de densité à sept niveaux définie par l'Insee en 2022.
Elle est située hors unité urbaine. Par ailleurs la commune fait partie de l'aire d'attraction de Roye, dont elle est une commune de la couronne,. Cette aire, qui regroupe 35 communes, est catégorisée dans les aires de moins de 50 000 habitants,.

### Occupation des sols
L'occupation des sols de la commune, telle qu'elle ressort de la base de données européenne d'occupation biophysique des sols Corine Land Cover (CLC), est marquée par l'importance des territoires agricoles (93,4 % en 2018), une proportion identique à celle de 1990 (93,4 %). La répartition détaillée en 2018 est la suivante : terres arables (93,4 %), zones urbanisées (6,6 %). L'évolution de l'occupation des sols de la commune et de ses infrastructures peut être observée sur les différentes représentations cartographiques du territoire : la carte de Cassini (XVIIIe siècle), la carte d'état-major (1820-1866) et les cartes ou photos aériennes de l'IGN pour la période actuelle (1950 à aujourd'hui).

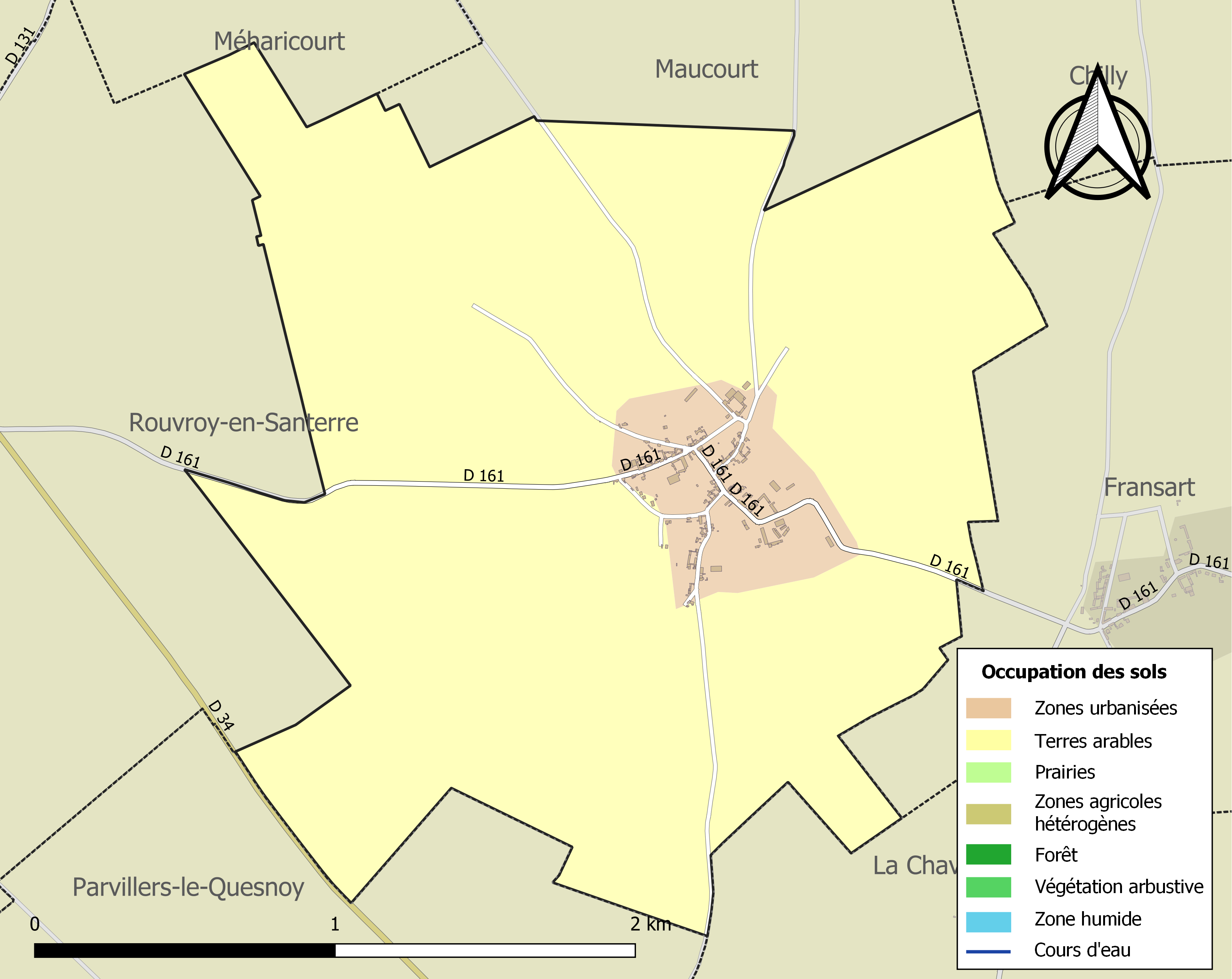
Carte des infrastructures et de l'occupation des sols de la commune en 2018 (CLC).

## Toponymie
Différentes formes du nom du village ont été relevées : 

- 1146 : Furcelli curtis ;

- 1225 : Foukiecourt ou Foukiercourt ;

- 1275 : Foukrecourt ;

- 1301 : Fouquiencourt ou Fokiercourt ;

- 1430 : Foucescourt ;

- 1567 : Foukiecourt ou Fokiercourt ;

- 1569 : Fouquecourt ;

- 1648 : Fonquecourt ;

- 1733 : Fouquescour ou Fouquiecourt.
Ce qui peut se traduire par le « domaine de Fouques »[réf. non conforme].
D'après la tradition, le village serait la ferme du « Faucon ».

## Histoire
La ville d'Ingond, disparue à une époque inconnue et dont on connaît encore l'emplacement au lieudit les Terres Noires  aurait été édifiée sur le territoire communal, en partant vers Chilly.
Le seigneur de Fransart reçoit les plaintes des habitants, relatives au meunier local.
En 1653, l'armée de Turenne s'installe dans le village et détruit  les récoltes.
Le village a beaucoup souffert lors de la Première Guerre mondiale,. L'église a été complètement reconstruite.
Le village a été décoré de la Croix de guerre 1914-1918 le 30 octobre 1920.
En 2001, la disparition du village était programmée par le gouvernement de Lionel Jospin, le village se trouvant sur le site choisi pour implanter un troisième aéroport parisien à Chaulnes. Le projet fut abandonné avec le retour au pouvoir de la droite en 2002 malgré des divergences entre Gilles de Robien et Jean-François Copé au sein de la nouvelle majorité.

## Politique et administration

### Rattachement administratifs et électoraux
La commune se trouvait de 1793 à 2016 dans l'arrondissement de Montdidier du département de la Somme. Par arrêté préfectoral du 27 décembre 2016, la commune en est détachée le 1er janvier 2017 pour intégrer l'arrondissement de Péronne. Pour l'élection des députés, elle fait partie depuis 1958 de la cinquième circonscription de la Somme.
Elle faisait partie depuis 1793 du canton de Rosières-en-Santerre. Dans le cadre du redécoupage cantonal de 2014 en France, la commune est intégrée au canton de Moreuil.

### Intercommunalité
La commune faisait partie de la communauté de communes du Santerre créée le 31 décembre 1993.
Dans le cadre des dispositions de la loi portant nouvelle organisation territoriale de la République du 7 août 2015, qui prévoit que les établissements publics de coopération intercommunale (EPCI) à fiscalité propre doivent avoir un minimum de 15 000 habitants, la préfète de la Somme propose en octobre 2015 un projet de nouveau schéma départemental de coopération intercommunale (SDCI) qui prévoit la réduction de 28 à 16 du nombre des intercommunalités à fiscalité propre du département.
Le projet préfectoral prévoit la « fusion des communautés de communes de Haute Picardie et du Santerre », le nouvel ensemble de 17 954 habitants regroupant 46 communes,,. À la suite de l'avis favorable de la commission départementale de coopération intercommunale en janvier 2016, la préfecture sollicite l'avis formel des conseils municipaux et communautaires concernés en vue de la mise en œuvre de la fusion le 1er janvier 2017.
Cette procédure aboutit à la création au 1er janvier 2017 de la communauté de communes Terre de Picardie, dont la commune est désormais membre.

### Liste des maires
| Période                                  | Période                      | Identité                    | Étiquette | Qualité            |
| ---------------------------------------- | ---------------------------- | --------------------------- | --------- | ------------------ |
| Les données manquantes sont à compléter. |                              |                             |           |                    |
| 1968                                     | 1968                         | Gustave Louis Joseph Wattel |           | Décédé en fonction |
| Les données manquantes sont à compléter. |                              |                             |           |                    |
| mars 2001                                | 2008                         | Pierre Lesturgez            |           |                    |
| mars 2008                                | 2014                         | Frédéric Huyghe             |           |                    |
| 2014                                     | mai 2020                     | Cécile Tessier              |           |                    |
| mai 2020                                 | En cours (au 8 octobre 2020) | Jean-Noël Cazé              |           |                    |

## Population et société

### Démographie
L'évolution du nombre d'habitants est connue à travers les recensements de la population effectués dans la commune depuis 1793. Pour les communes de moins de 10 000 habitants, une enquête de recensement portant sur toute la population est réalisée tous les cinq ans, les populations de référence des années intermédiaires étant quant à elles estimées par interpolation ou extrapolation. Pour la commune, le premier recensement exhaustif entrant dans le cadre du nouveau dispositif a été réalisé en 2007.

En 2022, la commune comptait 153 habitants, en évolution de −6,71 % par rapport à 2016 (Somme : −1,26 %, France hors Mayotte : +2,11 %).
| 1793 | 1800 | 1806 | 1821 | 1831 | 1836 | 1841 | 1846 | 1851 |
| ---- | ---- | ---- | ---- | ---- | ---- | ---- | ---- | ---- |
| 442  | 409  | 481  | 486  | 487  | 469  | 450  | 454  | 415  |

| 1856 | 1861 | 1866 | 1872 | 1876 | 1881 | 1886 | 1891 | 1896 |
| ---- | ---- | ---- | ---- | ---- | ---- | ---- | ---- | ---- |
| 384  | 369  | 352  | 328  | 315  | 301  | 318  | 326  | 317  |

| 1901 | 1906 | 1911 | 1921 | 1926 | 1931 | 1936 | 1946 | 1954 |
| ---- | ---- | ---- | ---- | ---- | ---- | ---- | ---- | ---- |
| 292  | 320  | 329  | 182  | 188  | 175  | 156  | 191  | 178  |

| 1962 | 1968 | 1975 | 1982 | 1990 | 1999 | 2006 | 2007 | 2012 |
| ---- | ---- | ---- | ---- | ---- | ---- | ---- | ---- | ---- |
| 164  | 151  | 139  | 136  | 153  | 127  | 149  | 152  | 171  |

| 2017 | 2022 | - | - | - | - | - | - | - |
| ---- | ---- | - | - | - | - | - | - | - |
| 158  | 153  | - | - | - | - | - | - | - |

## Culture locale et patrimoine

### Lieux et monuments
- Église Saint-Pierre. Elle a été fortement remaniée après les dégâts de la Première Guerre mondiale.
- Chapelle Notre-Dame-du-Mont-Carmel. Reconstruite après la Première Guerre mondiale, c'est une jumelle de sa voisine de Rouvroy-en-Santerre, due vraisemblablement au même architecte[14].
- Le monument aux morts de 1914-1918 est situé dans le cimetière. Il comporte les huit noms des soldats qui ont « bien mérité de la patrie ».
- Le nouveau monument aux morts inauguré le 22 mai 2016 par le maire Cécile Tessier.

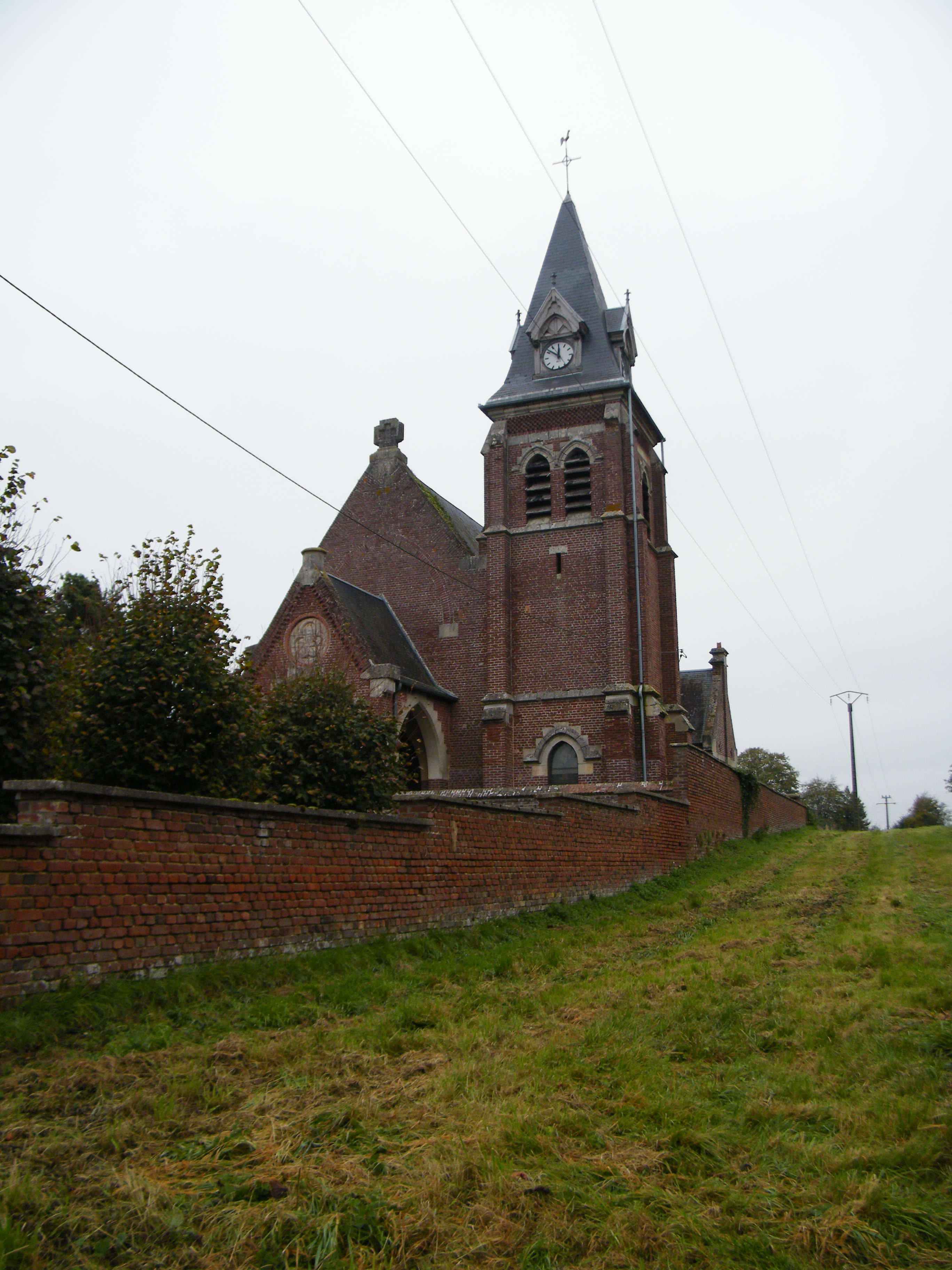
Église Saint-Pierre.
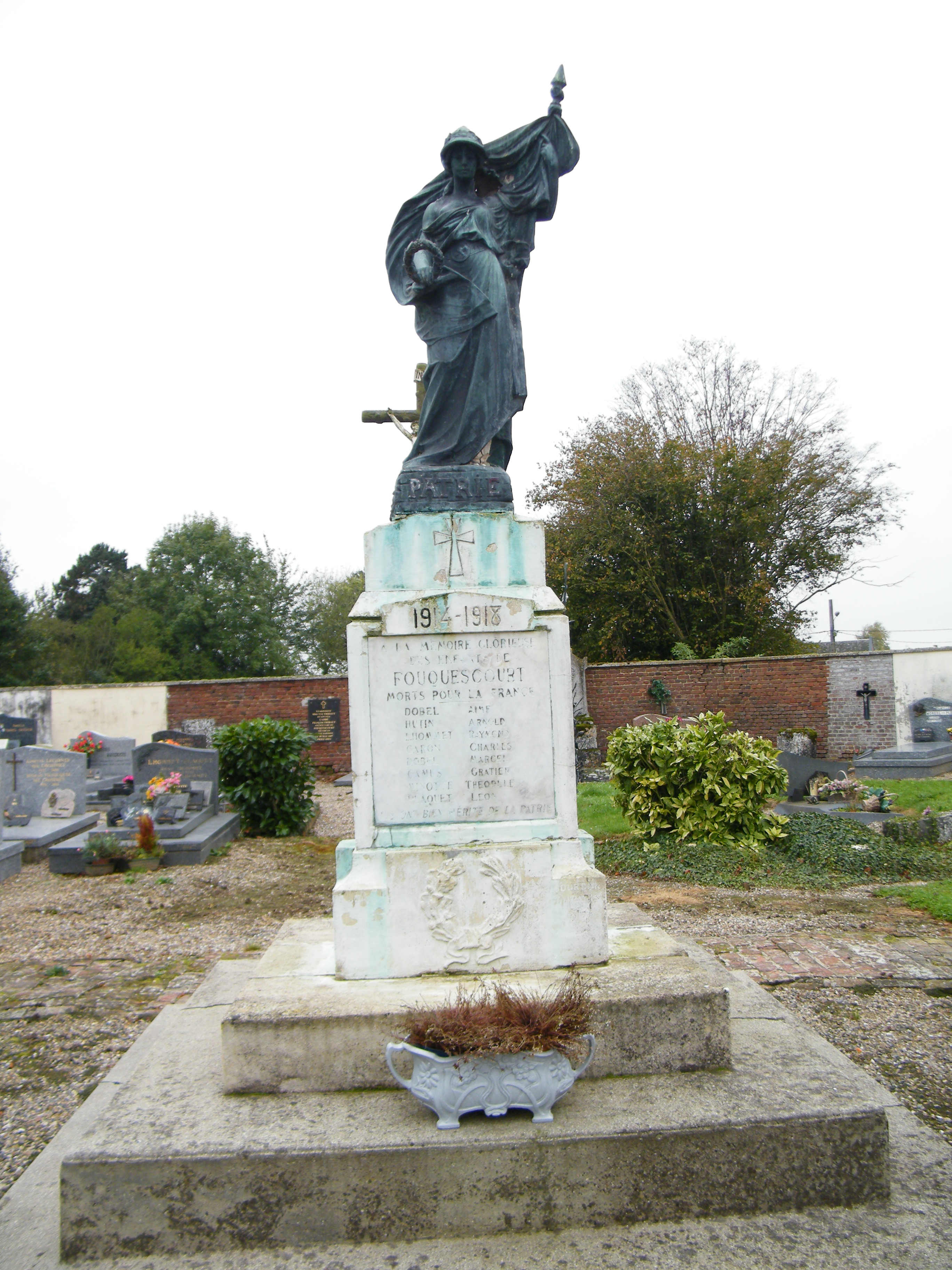
Monument aux morts.
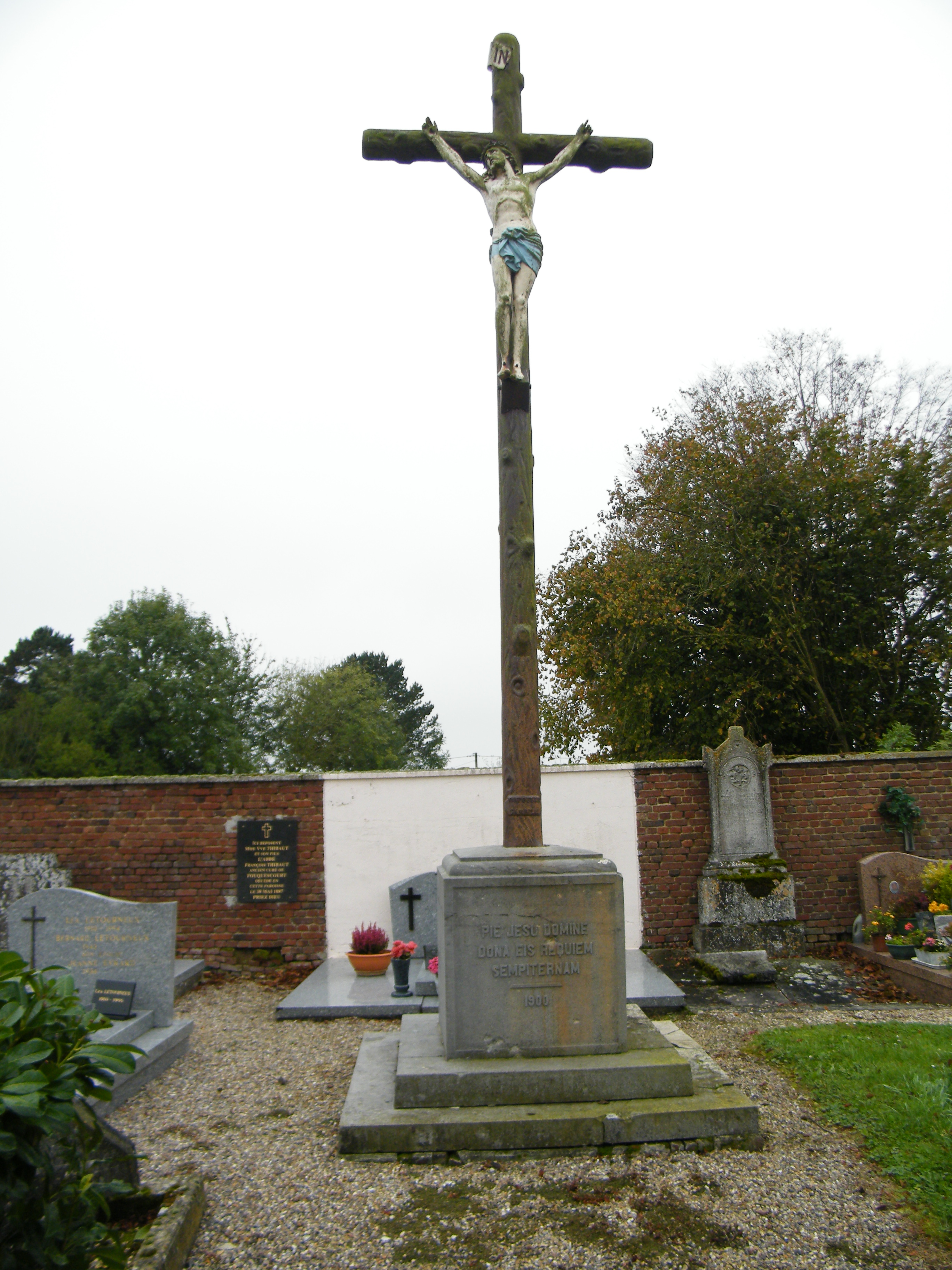
Calvaire de 1900.
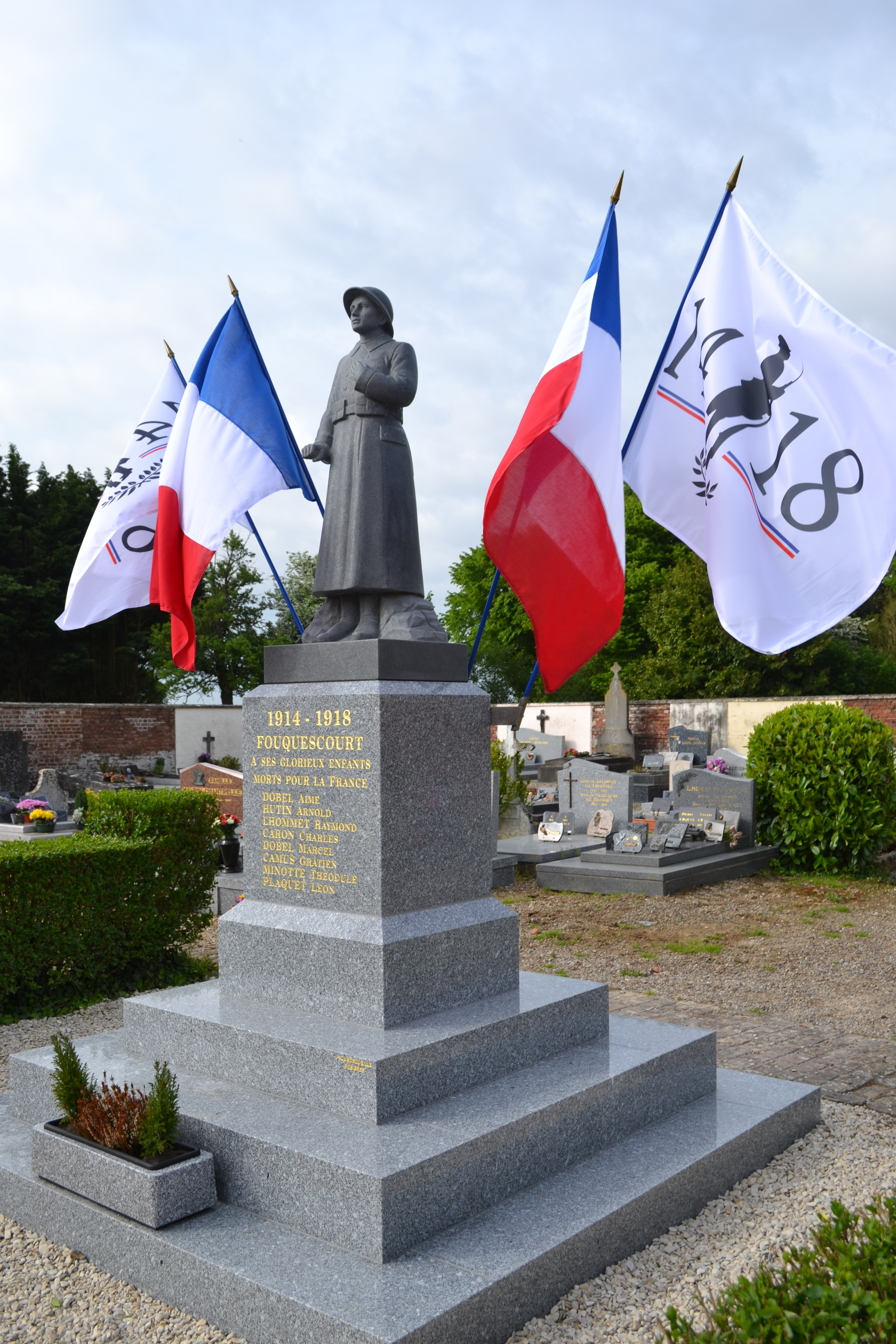
Monument aux morts 22 mai 2016.
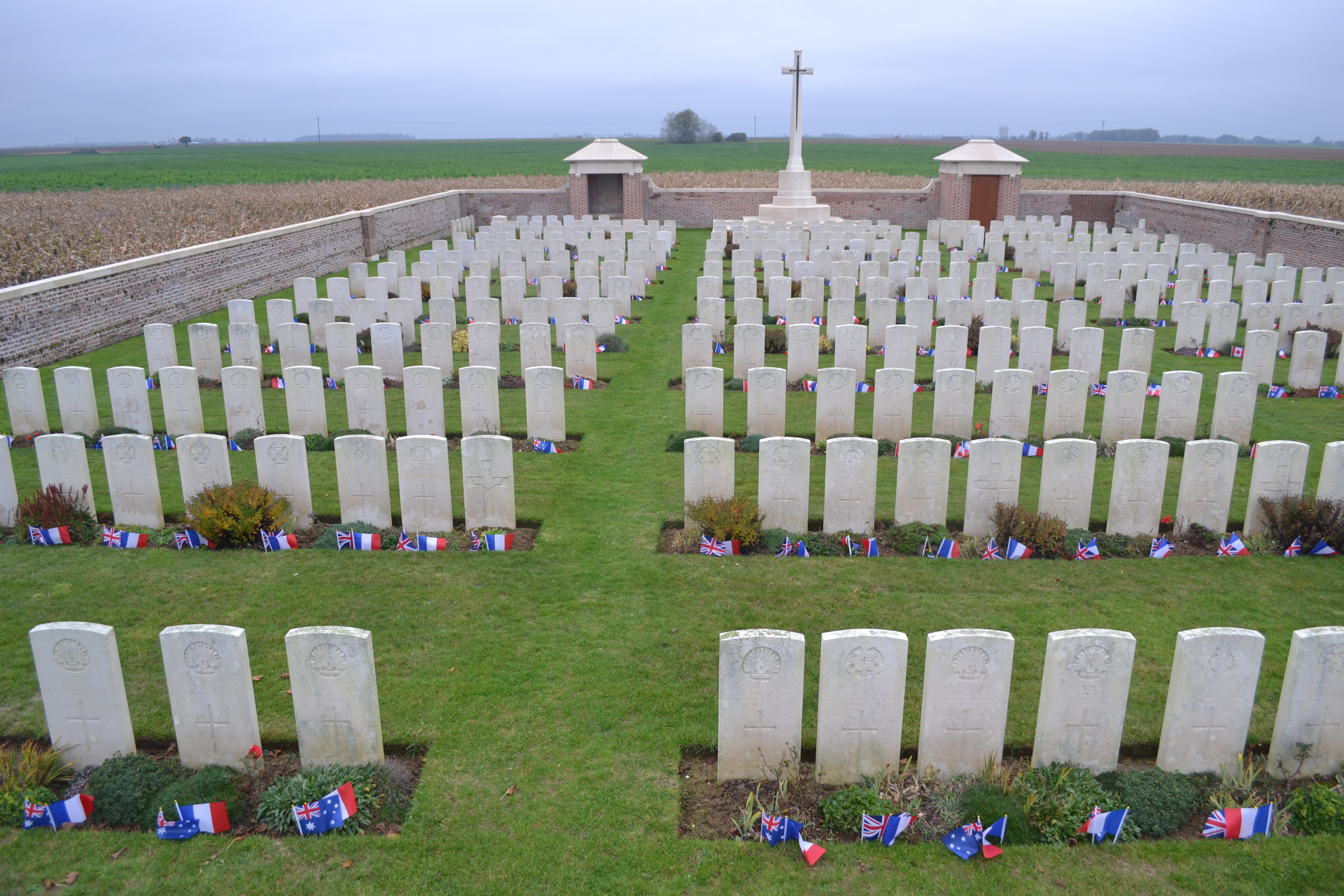
Hommage aux soldats du Commonwealth le 11 novembre 2019 .